# 5652 Amphimachus
Az 5652 Amphimachus (ideiglenes jelöléssel 1992 HS3) egy kisbolygó a Naprendszerben. Carolyn Shoemaker,  Eugene Merle Shoemaker fedezte fel 1992. április 24-én.